# Gates of the Arctic National Park and Preserve
Het Gates of the Arctic National Park and Preserve (Nederlands: Nationaal Park en Reservaat Poorten tot de Noordpool) is een nationaal park ten noorden van de noordpoolcirkel in de Amerikaanse staat Alaska. Het is het meest noordelijk gelegen en op een na grootste nationale park van de Verenigde Staten. Met een oppervlakte van 34.287 km² is het park iets kleiner dan Zwitserland.
Het gebied bevat een labyrint van valleien, ruige bergen met gletsjers, bossen en toendra's, die worden doorsneden door wilde rivieren. Het park wordt onder andere bewoond door kariboes, elanden, dunhoornschapen, muskusossen, wolven en grizzlyberen. Het park wordt begrensd door de Alatna, John, Kobuk, Koyukuk, Noatak en de Tinayguk River.
Er zijn geen wegen, bezoekersfaciliteiten of campings in het park. De Dalton Highway (ook wel Alaska State Highway 11) is de belangrijkste toegangsweg naar het park. Aan deze weg, buiten de poorten van het park, onderhoudt de National Park Service een klein bezoekerscentrum.

## Afbeeldingen

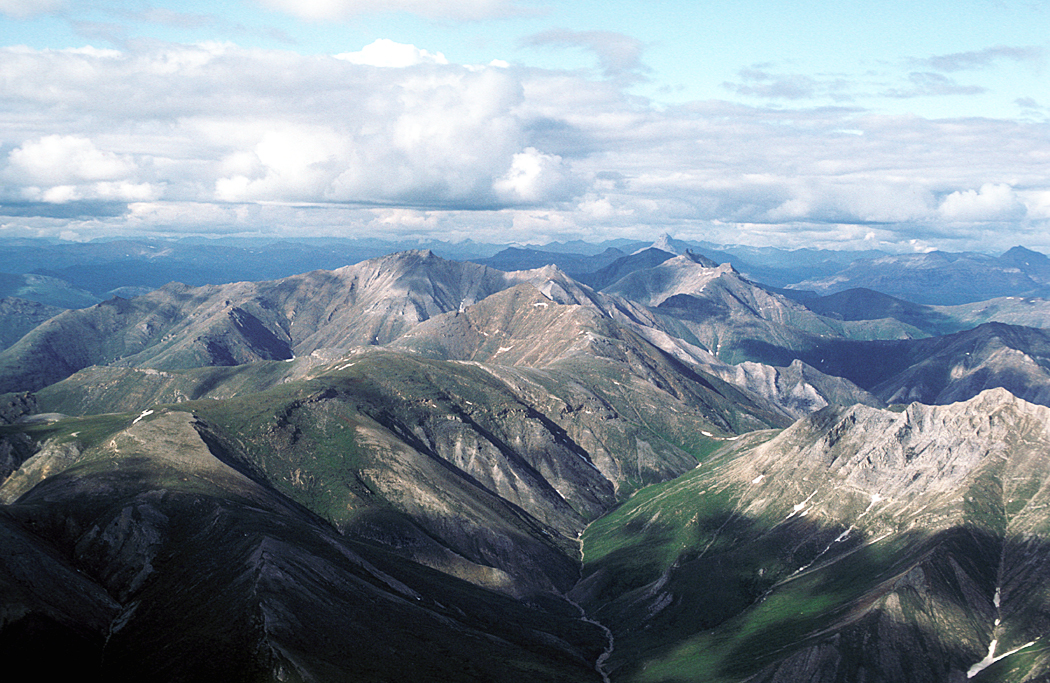
Gates of the Artic gezien vanuit de lucht
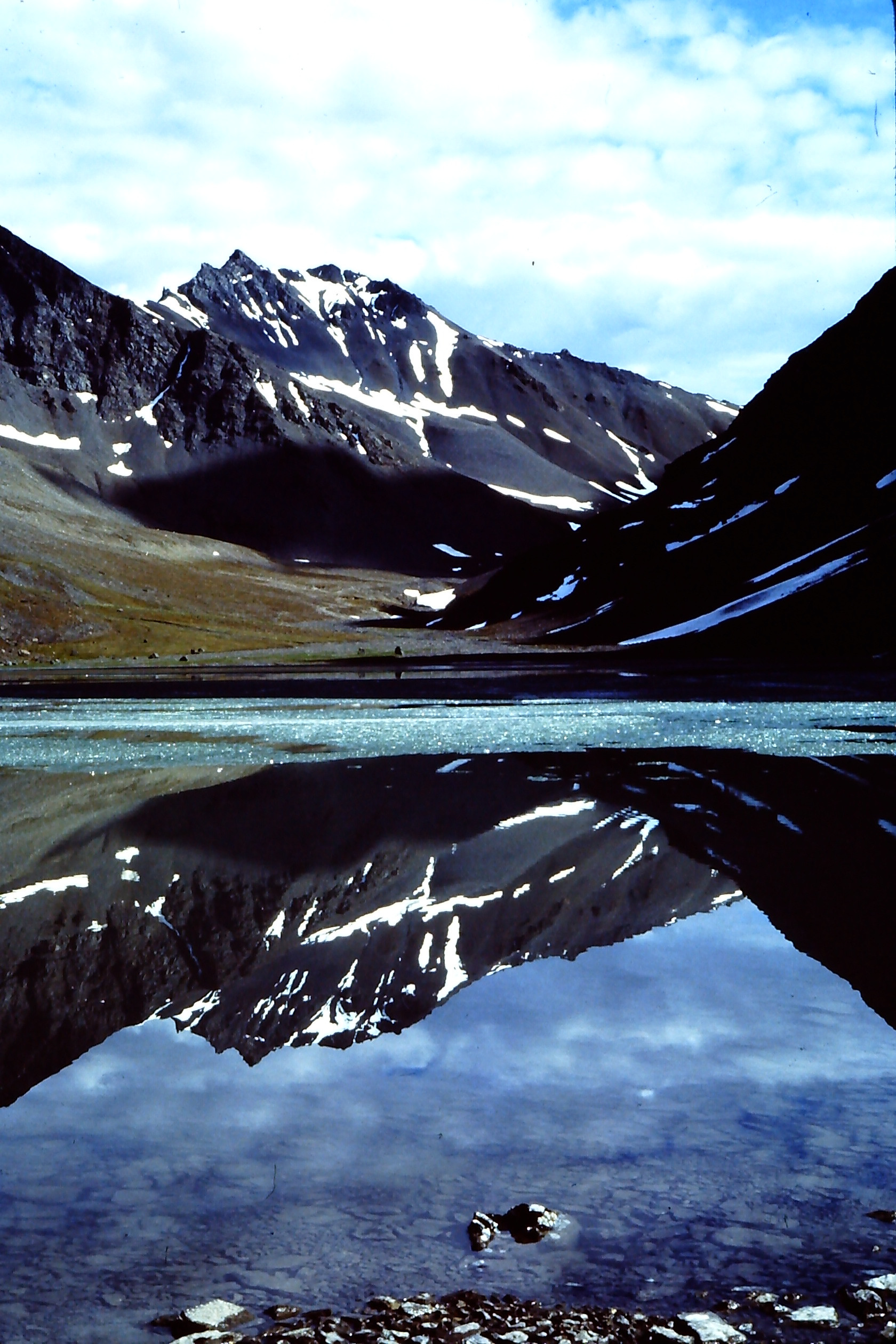
Marshall Lake
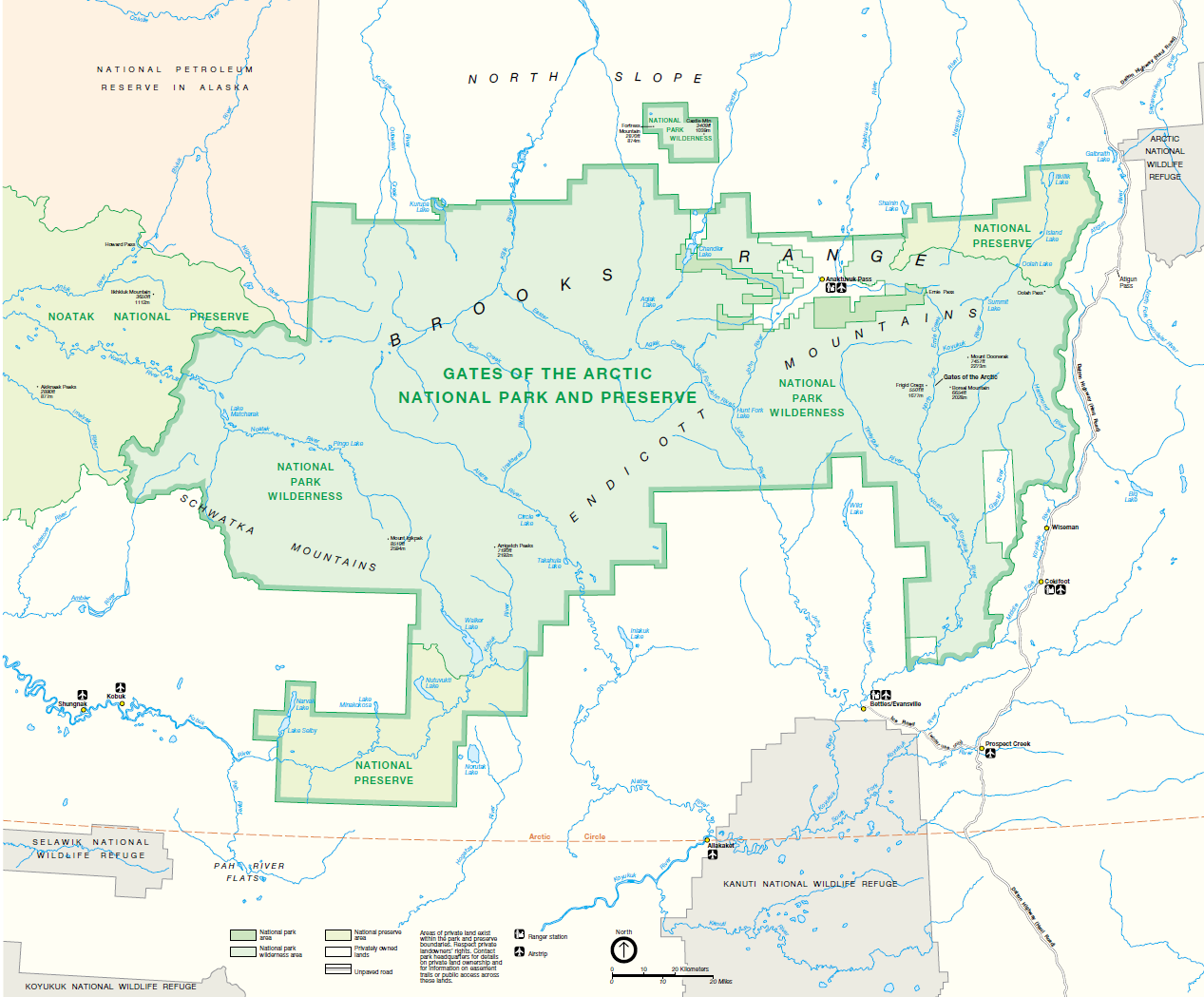
Kaart van het park